# Apeks
Apeks (latin) det punkt på himlen, i stjernebilledet Herkules, mod hvilket Solens bevægelse i forhold til de nærmere stjerner er rettet.
| Astronomi | Spire Denne artikel om astronomi er en spire som bør udbygges. Du er velkommen til at hjælpe Wikipedia ved at udvide den. |